# ابرهارد فوگل
ابرهارد فوگل (به آلمانی: Eberhard Vogel) بازیکن فوتبال و مهاجم اهل آلمان شرقی بود که از سال ۱۹۶۲ میلادی عضو تیم ملی فوتبال آلمان شرقی بوده‌است. وی در ۷۵ بازی ملی حضور داشته و در بازی‌های ملی‌اش ۲۵ گل به ثمر رساند. ابرهارد فوگل آخرین بازی ملی خود را در سال ۱۹۷۶ میلادی انجام داد.